# 強烈熱帶風暴妮妲 (2016年)
強烈熱帶風暴妮妲（英語：Severe Tropical Storm Nida，國際編號：1604，聯合颱風警報中心：WP062016，菲律賓大氣地球物理和天文服務管理局：Carina）為2016年太平洋颱風季第4個被命名的熱帶氣旋。「妮妲」一名由泰國提供，是婦女的名字。妮妲在尚未生成時就已經引起官方氣象部門和香港地區的氣象愛好者、以至傳媒和民眾的注意，原因是電腦數值預報模式權威之一的歐洲中期天氣預報中心連續多日預測妮妲會以颱風強度直撲珠江口一帶，但美國的「全球預報系統」則預期此風暴會移向台灣或其東面海域，隨後轉向再推進至日本以南，此外甚至有部份數值預報模式曾經預計此風暴根本無法作進一步發展，分歧之大相當罕見。最終歐洲中期預報中心預測準確，妮妲以颱風強度直逼珠江口和港澳地區，並採取類似2009年颱風莫拉菲的路徑橫過深圳大鵬半島一帶。

## 發展過程
經過西北太平洋熱帶氣旋活動平淡的2016年上半年後，電腦數值預報模式在7月中下旬開始預計南海熱帶氣旋活動漸趨活躍，有兩個熱帶氣旋分別在7月末和8月初接連影響南海北部，當中前者發展成熱帶氣旋銀河；可是各預報模式對後者的動向分歧極大，路徑西至珠江口、東至日本以南之西北太平洋，強度方面則有預測指會增強至颱風水平，但亦有指會無法發展。直至7月29日之前，歐洲中期預報中心一直預料此風暴會以颱風強度直逼珠江口附近，而美國全球預報系統則預計它會橫過台灣或在其東面轉向，移至日本以南。
這個預報中的低壓區於7月27日晚上在菲律賓棉蘭老島以東之海面生成，美國海軍研究實驗室給予擾動編號96W。該低壓區初時環流廣闊、組織散亂且未具螺旋性，整合對流雲團需時，不過到翌日（28日）晚上對流開始爆發，呈現熱帶氣旋之雛形，日本氣象廳在晚上8時把該系統升為熱帶低氣壓，半小時後聯合颱風警報中心對其在24小時內形成為熱帶氣旋的機會評為「低」，至翌日（29日）凌晨4時半上調為「中」，上午9時半進一步提升至「高」並發出熱帶氣旋形成警報。隨著該系統逐漸整合並開始旋轉，香港天文台亦在上午11時45分指出該系統正在增強，「一個熱帶氣旋似乎在形成中」；而日本氣象廳則在下午3時半對該系統發佈烈風警報。聯合颱風警報中心在當晚8時半把該低壓區升為熱帶低氣壓，並給予編號06W，中國國家氣象中心和香港天文台分別在晚上8時及10時45分跟隨升格。
發展初期該熱帶低氣壓沿低層偏南引導氣流向西北偏北方向移動，時速16公里，低層環流中心外露之餘，還曾經出現多中心情況；不過在30日主中心顯現，對流進一步加深，同時亦加速向偏北移動。中國國家氣象中心率先在下午5時把它升為熱帶風暴，而日本氣象廳在下午6時15分把該熱帶低氣壓正式升為熱帶風暴，並命名為妮妲，給予國際編號1604；香港天文台亦於半小時後表示「位於菲律賓以東海域的熱帶低氣壓已增強為熱帶風暴，並命名為妮妲」。黃昏開始引導氣流有所改變，令妮妲一度西折，更為貼近呂宋，之後移動路徑較為波動，時而偏西、時而偏北。至此各數值預報模式均已收窄預報範圍，確定妮妲將進入南海北部，這亦從官方氣象部門的預測中反映，惟一分別只在登陸點究竟是珠江口東面還是西面。當中香港天文台預計妮妲在香港以東登陸，聯合颱風警報中心則在初時預測妮妲在澳門附近登陸，之後微調至橫掃香港；而其它部門則傾向預料妮妲在澳門以西登陸。此外各部門均預料妮妲在逼近呂宋的同時會迅速增強，短短24小時內便會加強至強烈熱帶風暴甚或颱風級別。
受惠於呂宋附近海域水溫超過攝氏30度之炎熱海水，以及垂直風切變微弱和上空反氣旋加強高空輻散的優良環境，妮妲的強度在31日一如所料地穩步上揚，原先外露的低層環流中心獲修補，並組成中心密集雲團。中國國家氣象中心首先在早上8時20分把妮妲升為強熱帶風暴；日本氣象廳和香港天文台緊隨其後，分別在上午9時正及9時半把妮妲升為強烈熱帶風暴。隨著副熱帶高壓脊逐漸成為妮妲動向的主導，妮妲在日間開始採取穩定西北移動之路線，以時速20公里直逼呂宋東北部，菲律賓大氣地球物理和天文服務管理局表示妮妲於下午2時在卡加延省登陸；與此同時，雖然妮妲尚未發展出眼壁及風眼結構，但是聯合颱風警報中心卻在妮妲登陸呂宋前一刻把它升為颱風。數小時後，妮妲於傍晚移入巴林坦海峽，結構未受影響之餘，「雲捲風眼」更開始於衞星雲圖上若隱若現，中國國家氣象中心在當晚11時15分也把妮妲升為颱風，香港天文台在翌日（8月1日）凌晨5時45分跟隨升級。此時妮妲已經進入南海東北部，並以每小時25公里的速度向西北或西北偏西推進，直逼廣東珠江口以東一帶，並有跡象打開一個大型風眼，可是眼壁粗糙、需要重新整合，使其加強趨勢在日間陷入停頓，直至入夜後才再稍為增強，日本氣象廳終在晚上8時50分把妮妲升為颱風，卻在事後發佈的「最佳路徑」當中把這次升格撤銷。當日聯合颱風警報中心改為跟隨香港天文台，預報妮妲在香港以東登陸，但日本氣象廳和中國國家氣象中心仍預料妮妲在香港大嶼山掠過，再移向珠江口西岸。由於大鵬半島實測錄得每小時155公里的2分鐘平均風速，臨近登陸之際，中國國家氣象中心更在8月2日凌晨2時15分把妮妲升為強颱風。
妮妲在8月2日凌晨肆虐珠江口地區，最終香港天文台和聯合颱風警報中心預報應驗，妮妲在香港東面登陸，先在凌晨3時35分短暫橫過大鵬半島，再於凌晨4時許在深圳鹽田區再次登陸。受陸地摩擦影響，妮妲的眼壁開始崩塌，原先在雷達圖顯而易見的風眼亦變為模糊不清的「雲塞風眼」，隨後數小時內更進一步被堵塞，日本氣象廳和香港天文台先後在早上6時正及7時45分把位於虎門大橋一帶的妮妲降為強烈熱帶風暴。妮妲接著繼續採取西北偏西行徑，橫過珠江口並於早上7時40分在廣州南沙作最後登陸，穿越番禺和佛山並深入內陸，期間一度急劇減弱，中心密集雲團瓦解，中國國家氣象中心和香港天文台在上午11時05分及45分把妮妲進一步降為熱帶風暴，此後妮妲的減弱趨勢才有所放緩。香港天文台在8月3日凌晨12時45分把妮妲降為熱帶低氣壓，繼而在上午9時45分把它降為低壓區；日本氣象廳則直至當晚8時50分才把妮妲降為熱帶低氣壓，之後在翌日（8月4日）把它降為低壓區。可是妮妲的殘餘低壓區與其引進的活躍偏南氣流仍令華南天氣持續不穩定，直至8月5日高空反氣旋西移，妮妲的殘餘雲團逐步消散，中國東南部天氣才好轉。
日本氣象廳在事後發佈的最佳路徑中，把妮妲的強度向下修訂為強烈熱帶風暴，接近中心最高持續風速下調為60節（每小時110公里），中心最低氣壓上調至975百帕斯卡。但香港天文台在風暴過後不久發表了一篇名為《再遇東登颱風》的網誌，明確指出在8月1日的下午，香港天文台與政府飛行服務隊曾經派出定翼機探測妮妲的風眼，並在其眼壁附近測得颶風程度的風速，證明妮妲的強度曾經達到颱風級別，顯示日本氣象廳撤銷升格之決定錯誤。

## 影響

### 菲律賓
當地發出之最高風暴信號：二號風暴信號
妮妲形成位置頗為接近棉蘭老島，加上環流廣闊，因此菲律賓米沙鄢群島在妮妲生成初期已經受影響，天氣轉壞並有狂風驟雨。菲律賓大氣地球物理和天文服務管理局在7月29日下午5時發出一號風暴信號，當時妮妲集結在博龍岸以東約135公里。隨著妮妲增強並向偏北移動，當局在30日下午5時對伊莎貝拉省發出二號風暴信號，隨後擴展至卡加延省及巴布延群島。妮妲於31日下午2時登陸卡加延省，當地吹暴風程度旋風，呂宋亦受烈風影響，並有狂風暴雨。

### 臺灣
由於妮妲加速向呂宋海峽推進，且包括美國「全球預報系統」在內的部份數值預報模式曾經研判妮妲將會非常接近甚或橫過臺灣，交通部中央氣象局在7月30日表示不排除在31日晚上發佈颱風警報，預料當日已經會開始受妮妲的環流影響，隨後一兩日更會全臺有雨，不過實際影響仍需視乎妮妲掠過呂宋後的路徑而定；然而由於妮妲最終並未朝台灣前進，因此最終警報無需發佈。不過到了8月1日上午10時，由於受到妮妲的外圍環流影響，中央氣象局針對13縣市發布陸上強風特報，並預測將有9至10級的強陣風。

### 中國大陸
當地發出之最高颱風預警信號： 颱風紅色預警信號
妮妲持續增強且逐漸向南海推進，預料會對廣東沿岸造成嚴重威脅，中國國家氣象中心在7月30日下午6時正發佈颱風藍色預警信號，當時妮妲集結在菲律賓馬尼拉之東北偏東約510公里。隨著妮妲在7月31日加強為強熱帶風暴並加速接近，中國國家氣象中心在上午10時正發佈颱風黃色預警信號，同时中国气象局启动重大气象灾害（台风）三级应急响应，當時妮妲位於馬尼拉之東北約380公里。因應妮妲來勢洶洶，國家氣象中心在同日下午6時正發佈颱風橙色預警信號，此時妮妲在呂宋以北近海。當日国家海洋局启动海洋灾害一级应急响应，预计7月31日晚上到8月1日下午，福建厦门到广东深圳将出现30厘米到80厘米的风暴增水，并同时发布风暴潮蓝色警报、海浪橙色警报；由于影响期间沿岸天文潮位较高，预计最大风暴增水为220厘米，其中珠江口岸段受影响严重。随着妮妲逐渐靠近珠三角，中国气象局于8月1日早上8时启动重大气象灾害（台风）二级应急响应，由局长郑国光签发命令。妮妲穩步直逼珠江口一帶，國家氣象中心在下午6時正發佈颱風紅色預警信號，當時妮妲移至香港之東南偏東約290公里。

#### 廣東
妮妲的預測路徑持續直指珠江口附近，對該區構成重大威脅，各個地方級氣象台均在7月30日陸續發佈颱風白色預警信號，翌日（31日）繼而發佈颱風藍色預警信號。廣東省氣象局亦在當日早上8時半啟動氣象災害（颱風）三級應急響應，广东省委书记胡春华及省长朱小丹亦作出重要批示，广东省防总于同日上午10时启动防风三级应急响应。随着妮妲逼近，茂名部分水上风景区游客开始乘船返程上岸。广东省气象局在8月1日早上8时启动气象灾害（台风）二级应急响应，预料8月2日早晨到上午将以强台风強度在汕尾到阳江之间沿海地区登陆，正面吹袭珠江三角洲。国家海洋局南海预报分局表示，妮妲登陆日期可能与天文高潮期叠加，登陆时间也可能与当天的天文高潮叠加，造成珠江口附近风暴增水的堆积，预计1日夜间至2日白天珠江口沿岸将出现1.5—2.5米的风暴增水。當日妮妲繼續快速逼近，多個地方級氣象台先後發佈颱風黃色、橙色和紅色預警信號；珠三角多市发布防台风和防汛一级应急响应，宣佈停工、停产、停课，並呼籲市民切勿随意外出。
受風暴影響，港珠澳大桥施工作业船舶67艘到锚地防台风，岛上作业人员1946人撤离上岸；广州地区客轮、珠江游船、水上巴士、虎门轮渡、高速客船等已全部停航；琼州海峡按照应急预案，将于风力达8级时全部停航；珠江口海岛游于1日下午12時半全部停航。7月31日至8月3日上百趟列车调整运行区段或临时停运，8月1日晚广铁集团发布通知，8月2日广深动车组列车、广深港高铁、广珠城际动车组、广佛肇城际动车组、莞惠城际动车组、贵广高铁、厦深铁路列车全部停运，南广高铁、京广高铁列车管内路段停运，管内普速长途列车大部分停运或更改始发终到站，粤海铁路进出海南岛的列车亦停运，后于8月2日傍晚逐渐恢复开行。此外，前往香港九龍的廣九直通車亦於8月2日早上至傍晚停駛，廣州地鐵、深圳地鐵部份路線的地面及架空路段於8月1日晚上至8月2日下午暫停服務。深圳市內供電線路發生故障，超過16000戶的電力供應受到影響。珠海所有公共巴士、長途巴士、渡輪亦在8月2日早上至中午期間停運。

#### 廣西
全區發出之最高颱風預警信號： 颱風黃色預警信號

#### 海南
全省發出之最高颱風預警信號： 颱風藍色預警信號

#### 福建
全省發出之最高颱風預警信號： 颱風黃色預警信號

### 香港

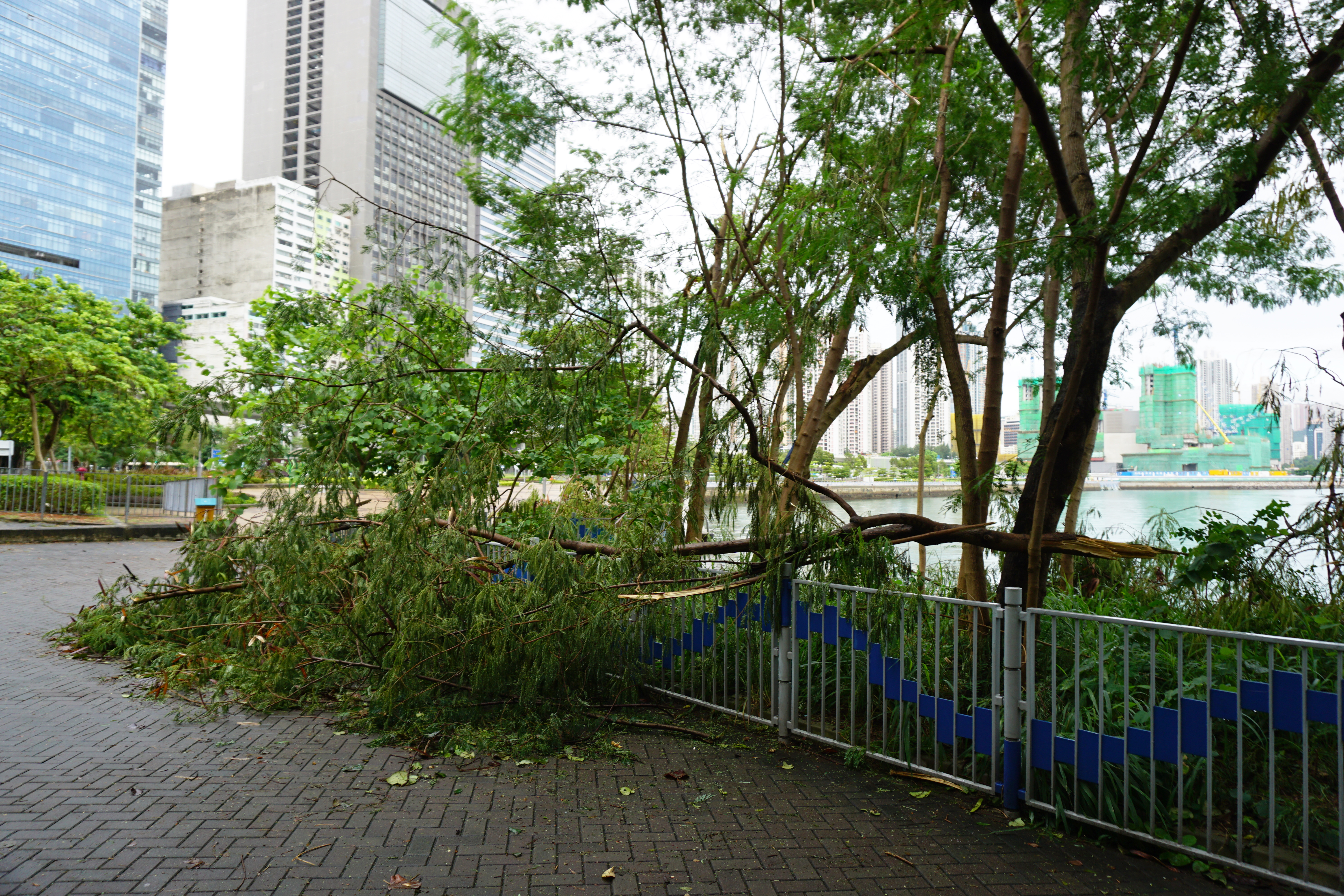
荃灣海旁有塌樹。

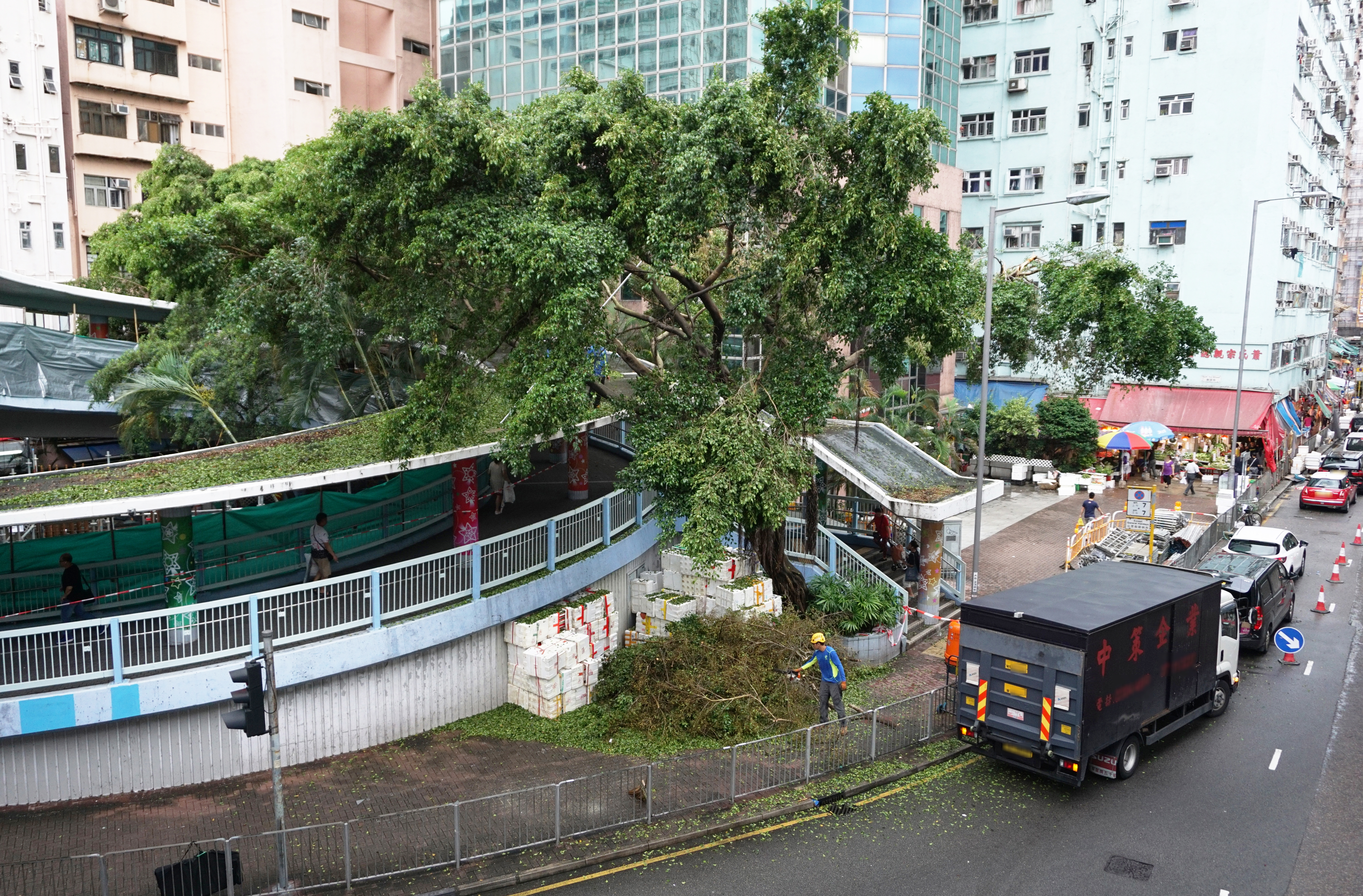
旺角有樹枝倒下，工人正鋸斷清理。

- 當地發出之最高熱帶氣旋警告信號： 八號西北烈風或暴風信號 /  八號西南烈風或暴風信號
- 最接近當地時間：2016年8月2日凌晨5時[27]
- 最接近當地位置：香港天文台總部之西北偏北約40公里（正面吹襲）[27][注 1]

早在強烈熱帶風暴銀河吹襲香港前，歐洲中期預報中心已經一直預報妮妲會以颱風強度直撲香港附近一帶，此預報更持續多日，因而引起氣象愛好者熱烈討論，並引來部份傳媒再度炒作，指妮妲會令天文台發出八號熱帶氣旋警告信號。而天文台亦在7月27日上午11時半發出的「九天天氣預報」中，罕有地就妮妲仍未增強成熱帶氣旋便作出預報，但亦提及隨後的移動路徑存在不確定因素。香港天文台在7月29日發表《天文台網誌：東登或西登？》以及上載《氣象冷知識：往東登？往西登？》，指出電腦模式的路徑預測仍存在分歧，而熱帶氣旋於香港東面或西面登陸，對香港天氣的影響可以有很大的分別。天文台在30日下午12時半發出「特別天氣提示」，提醒市民雖然妮妲的路徑和強度仍存在變數，但是將對廣東沿岸構成威脅，呼籲市民密切留意天文台最新預測；隨後再於當日下午6時召開新聞發佈會，表示最快在翌日（31日）晚上考慮發出熱帶氣旋警告信號，預計8月2日天氣顯著轉壞。天文台在31日中午12時更新「特別天氣提示」，再次表示當晚考慮發出一號熱帶氣旋警告信號，預計妮妲會繼續加強，並在8月2日相當接近珠江口一帶，為該區帶來狂風大雨，呼籲市民盡快做好所有防風措施。受到副熱帶高壓脊支配，香港當日天晴酷熱，廣泛地區氣溫升至攝氏34度。隨著妮妲移入距離香港800公里範圍，天文台在晚上10時10分發出一號戒備信號，當時妮妲集結在香港之東南偏東約790公里。天文台表示，預計翌日（8月1日）日間考慮發出三號信號，稍後風力將顯著增強。亞洲貨櫃碼頭、香港國際貨櫃碼頭、現代貨櫃碼頭先後宣佈在翌晨8時停止吉櫃交收、上午10時停止重櫃交收。
妮妲在8月1日的日出時份增強為颱風，天文台早上7時45分表示，會在中午左右發出三號熱帶氣旋警告信號，預料黃昏前後風勢急速增強，入夜後天氣迅速轉壞，妮妲會在晚上至翌晨（8月2日）相當接近香港；天文台亦提到若妮妲正面吹襲香港或在香港以南近距離掠過，影響將較嚴重，尤其是如果風暴潮與8月2日早上的天文大潮疊加，將令低窪地區的水浸威脅進一步增大。雖然中午前後風勢尚未顯著增強，但是在妮妲來勢洶洶的情況下，天文台在上午11時40分發出三號強風信號，當時妮妲集結在香港之東南偏東約440公里。天文台更隨即表示下午6時至晚上10時考慮發出八號信號，而教育局在天文台發出三號信號前，先行於上午10時15分宣佈幼稚園、肢體傷殘兒童學校、智障兒童學校下午停課；隨後在下午4時50分宣佈所有學校晚上停課。國泰和港龍航空宣佈，當晚10時至8月2日下午2時所有抵港及離港航班取消。當日上午香港天氣仍然部分時間有陽光及炎熱，但下午雲量漸增，傍晚開始有狂風驟雨，不過受地形屏蔽，日間風力未有明顯上升，天文台8個參考自動氣象站未有任何一站錄得強風。可是妮妲繼續快速逼近，天文台在下午6時40分發出「熱帶氣旋之特別報告」，宣佈在晚上8時40分或之前發出八號熱帶氣旋警告信號。天文台預計妮妲在當晚至翌晨正面吹襲香港，在香港東北面100公里內掠過。天文台在晚上8時40分發出八號西北烈風或暴風信號，當時妮妲移至香港之東南偏東約200公里。天文台表示預料妮妲在翌晨非常接近香港，在香港50公里內掠過，八號信號會在當晚和翌晨大部份時間維持，並預計香港陸續有狂風大雨及大浪。此外天文台在下午5時的新聞發佈會曾經表示，發出更高熱帶氣旋警告信號的可能性需視乎妮妲的強度、路徑和香港實測風力，天文台不排除此可能性。晚上較後時間香港廣泛地區風力急升，短短半小時內流浮山、機場、西貢、啟德和長洲先後錄得西北強風，三號信號達標；午夜後，流浮山更在天文台8個參考自動氣象站中率先上試烈風水平。
由於香港遭受妮妲西面眼壁橫掃，天文台在凌晨12時45分指，會視乎風力變化，考慮是否需要在未來數小時內發出更高熱帶氣旋警告信號。可是妮妲西面眼壁風勢遠遜預期，8個參考站仍只有流浮山、機場和長洲吹烈風。一小時後新界東北部份地區被妮妲的巨大風眼籠罩，天文台表示預計香港風勢將有一段時間顯著減弱，但隨後將受妮妲的東面眼壁影響，並在轉吹西南風後，之前受地形屏蔽的地區將變得當風，未能排除發出更高信號可能性，呼籲市民切勿鬆懈。風向改變後各區風勢進一步加強，多處地區颳起西南烈風，離岸及高地更吹暴風；不過妮妲在凌晨3時35分以中心風力每小時120公里的颱風下限強度登陸大鵬半島後，結構變得鬆散，8個參考站風力與暴風下限仍有一定距離，因此天文台未有發出九號烈風或暴風風力增強信號。因應風向轉變，天文台在凌晨4時40分改發八號西南烈風或暴風信號，當時妮妲集結在天文台總部以北約45公里。天文台預料烈風仍會在當日早上大部分時間維持；而部分地區水位已比正常潮水位上升超過0.5米，隨著未來數小時潮水上漲和大雨，部分低窪地區可能出現水浸；而受狂風大雨侵襲，天文台在凌晨5時20分發出黃色暴雨警告信號，並在早上8時05分及15分接連發出新界北部水浸特別報告和山泥傾瀉警告。妮妲橫過深圳期間轉向偏西方移動，於凌晨5時最接近香港，在天文台總部之西北偏北約40公里掠過。與此同時教育局宣佈所有上午校及全日制學校當日停課，繼而在上午10時20分宣佈所有日校停課。早上香港仍普遍受偏南烈風影響，天文台在早上8時45分表示八號信號會在早上維持，視乎風力減弱情況，中午後考慮改發三號信號；1小時後表示中午12時至下午2時前考慮改發三號信號，終在上午10時45分宣佈下午1時前改發三號熱帶氣旋警告信號，同時取消所有暴雨警告信號。中午前香港各區風勢回落至強風程度，天文台在下午12時40分同時改發三號強風信號及取消山泥傾瀉警告，當時妮妲移至香港之西北約170公里。天文台隨即表示當境內風力進一步緩和時，就會考慮取消所有熱帶氣旋警告信號，後於下午3時45分表示妮妲進一步遠離，午後境內風力持續緩和，短期內會取消所有信號。天文台在下午5時10分直接取消所有熱帶氣旋警告信號，當時妮妲集結在香港之西北偏西約260公里。
妮妲吹襲期間，天文台8個參考自動氣象站有7個錄得強風、3個達到烈風程度，三號信號達標，八號信號亦只欠1站便達標；不過實測風力遠遠不及在相近位置掠過的2003年颱風杜鵑和2009年颱風莫拉菲，並只與在較遠位置掠過的2013年颱風天兔及同年10月的颱風海馬相近。機場、長洲、流浮山、啟德、西貢、青衣及沙田錄得之最高10分鐘平均風速分別為每小時81、78、72、58、55、54和44公里，打鼓嶺則是8個參考站中惟一一個未達強風。政府接獲2宗水浸報告、1宗山泥傾瀉報告、403宗塌樹報告。風暴期間12人受傷，廣泛地區錄得100毫米雨量，大嶼山更達200毫米，大澳和鯉魚門受風暴潮及天文大潮影響，水位較平常高0.5米至1米且有輕微水浸，而香港島亦有海水倒灌。然而仍有很多市民一直忽視天文台作出的警告，甚至有市民在八號信號下仍然出外玩手機遊戲Pokémon Go，類似情況在之後一年熱帶風暴洛克吹襲時也有發生。

### 澳門
當地懸掛之最高熱帶氣旋信號：  三號風球
- 當地發出之最高風暴潮警告：黃色風暴潮警告
- 最接近當地時間：8月2日上午8時
- 最接近當地位置：澳門以北約60公里

澳門氣象局在7月31日表示，預計妮妲在8月1日凌晨將進入澳門800公里範圍內，屆時將考慮懸掛熱帶氣旋信號。氣象局於8月1日凌晨12時半懸掛一號風球，當時妮妲集結在澳門之東南偏東約800公里。氣象局表示日間視乎情況考慮是否懸掛三號風球，後於同日上午9時50分表示「下午4時至晚上7時考慮懸掛三號風球」，並預測澳門稍後時間將會開始有驟雨，風力逐漸增強，同時指出妮妲會在8月2日清晨相當接近珠江口一帶，澳門天氣將變得不穩定，有驟雨及雨勢有時頗大，風力顯著增強。海事及水務局發出新聞稿呼籲海事業界做好防風措施，並表示受妮妲影響，於8月1日下午1時，錄得過去8小時澳門海面的實測潮高較預測潮高增加約0.2米。氣象局在8月1日下午3時55分表示「未來數小時考慮懸掛三號風球」，並在下午4時15分表示黃色風暴潮警告將於翌日（2日）早上6時正生效。個多小時後，受到熱對流影響，澳門天氣轉壞並有雨，下午6時後雨勢加劇及有狂風雷暴，西灣大橋、嘉樂庇總督大橋、海事博物館及九澳的自動氣象站分別錄得1分鐘持續風速為每小時91.1、65.2、47.5及40.7公里。西灣大橋、友誼大橋北站、海事博物館、大炮台山、氣象局大潭山總部、外港碼頭、九澳及紀念孫中山市政公園分別錄得陣風為每小時111.2、101.5、101.2、94.7、80.3、60.8、59.8及59公里。與此同時，氣象局在下午6時宣佈將於晚上7時懸掛三號風球。一號風球生效期間，境內已經發生最少7宗塌樹、1宗招牌倒塌和電線掉下事故。
氣象局在晚上7時正懸掛三號風球，此時香港天文台已宣佈即將發出八號信號。當時妮妲集結在澳門之東南偏東約330公里，並表示翌日（2日）清晨不排除懸掛更高風球。氣象局在晚上7時55分表示晚上11時至8月2日凌晨2時將考慮懸掛八號風球。其後於當晚11時半表示數小時內將考慮懸掛八號西北風球，至8月2日凌晨5時20分再表示數小時內將改為考慮懸掛八號西南風球。最終氣象局在早上6時15分放棄懸掛八號風球，表示三號風球將維持一段時間。妮妲於早上8時最接近澳門，在澳門以北約60公里掠過，此時澳門風勢明顯增強，嘉樂庇總督大橋、西灣大橋、九澳、外港碼頭、路環分站、大炮台山、紀念孫中山市政公園及海事博物館分別錄得陣風為每小時98.3、94.3、88.6、70.6、69.5、52.6、48.6及44.3公里。在早上8時起，內港一帶開始受風暴潮影響而出現海水倒灌，氣象局位於內港的自動水位監測站於8時56分測得路面水位高度為0.28米，至上午9時50分則測得路面水位為0.22米。上午11時起水位減退，內港一帶的海水倒灌現象逐漸緩和，氣象局遂於上午11時15分取消所有風暴潮警告。外港碼頭及氹仔臨時客運碼頭開往香港港澳碼頭的航班同時於下午1時半復航。氣象局於於下午3時50分表示未來數小時除下所有風球，並在下午5時15分表示15分鐘後除下所有風球。最終氣象局在下午5時半除下所有風球，當時妮妲集結在澳門之西北約210公里。
受妮妲影響，海事及水務局延遲了南海伏季休漁期的結束時間。風暴期間，消防共處理32宗清除墮下物、26宗塌樹、1宗鐵皮屋倒塌、3宗水浸、1宗火警和7宗交通事故，共4人需送院治理。而澳門國際機場有近60班離澳航班需要延誤、取消或更改起飛時間。交通廳更罕有呼籲電單車使用者不要過橋。

#### 氣象局受猛烈批評及嚴厲譴責
氣象局在8月1日晚上7時正才懸掛三號風球，比鄰近香港天文台發出三號信號的時間遲逾約7小時，而且澳門懸掛三號風球的時候，天文台已宣佈即將改發八號信號，其後氣象局從晚上8時起至翌日清晨表示「考慮」懸掛八號風球，最終沒有懸掛八號風球。
這一次是繼2009年颱風莫拉菲以來再有熱帶氣旋在澳門北面60公里處掠過、大橋上實測超過63km/h的一小時平均風速的情況下沒有懸掛八號風球，也是繼同年5月熱帶低氣壓以來再度沒有按實測風力懸掛相應風球。由於鄰近地區均嚴陣以待發出較澳門高級的熱帶氣旋警告，且做足停工停課的措施來應對妮妲來襲；惟澳門僅懸掛不足以停工停課的三號風球，大批市民要冒著危險在暴風雨下前往上班。
有氣象局前線員工指出數據足夠掛八號風球，惜因未收到上級指示而不能掛八號；有聲音批評當局不顧市民安危，令不少電單車騎士於當天上班時在友誼大橋上險象橫生；網絡上一片罵聲，矛頭指向氣象局局長馮瑞權，有網民諷刺稱打風對賭場收入有所影響，加上氣象局多次沒有按實際情況而發出適當信號，故澳門的「賭牆」更勝香港的「李氏力場」。由於氣象局在各大報社出版報章前仍僅表示「考慮」改掛八號風球，《正報》及《市民日報》一度誤報氣象局已懸掛八號風球。
氣象局於8月2日下午3時半召開記者會，說明妮妲吹襲澳門期間的情況。局長馮瑞權展示衛星雲圖指，登陸前有充足水氣輸送給颱風發展，但登陸前一刻南部雲區明顯分離，殘留雲帶失去水氣供應使整個結構縮小；雷達圖象顯示妮妲登陸前的大風區所對應的是香港和深圳一帶，登陸後妮妲開始減弱，因此科學上看整個大風區域並不包括澳門，整體風力比香港偏小很多，經綜合考慮後亦未符合懸掛八號風球的「普遍性」和「持續性」，因此沒有改掛八號風球。某時段單一個站點風力增加的原因複雜，又指大家可以觀察整體根本不是如此大風，橋上有數個站點沒有錄得同樣的情況，對流雲消散時會產生氣流，令風速瞬間提升，在疊加氣流的情況下某個站點的風速偶爾高於八號風球的要求底線是不出奇，過往三號風球也有個別單站出現同樣情況，一般不會造成太大危險。
雖然局方聲稱境內實測的烈風是受到局部地區性雨區產生的下擊氣流所致，但有非官方網站指實際上當時澳門受妮妲的東南眼壁影響，而風主要由與其相關的雨帶產生，並非所謂「局部地區性雨區產生的下擊氣流」所造成，而且根據氣象局網頁上的《熱帶氣旋信號之意義及安全措施提示》，只需平均風力達每小時63至117公里就可以改掛八號風球，當中並沒有提及需要「普遍性」和「持續性」；眾多網民不接受局長的解釋，批評他詞不達意及轉移視線，而多名議員書面質詢氣象局懸掛風球標準，促請當局檢討現時颱風通報機制，靈活處理突發性的自然災害事件，保障市民人身安全。
澳門受妮妲相關雨帶影響，各區在8月2日普遍錄得約110毫米雨量，其中澳門半島約140毫米，路環約168毫米，氹仔約155毫米。對於有市民質疑氣象局為何不在8月2日早上發出暴雨警告，氣象局局長稱因九澳兩小時雨量只錄得44毫米雨量，未達暴雨警告標準；並澄清懸掛風球並沒受到任何高層的壓力，亦沒考慮經濟問題，氣象局一直以科學作為最終的決策依據。
另外有社交網站瘋傳氣象局若干亂象，包括氣象局副局長梁嘉靜迷信，會在辦公地方「擺法陣」、「養鬼仔」，馮瑞權指此問題較個人，他較相信科學，並不認識及相信有關事宜，也未留意到局內有奇怪情況。而事件翌日（8月3日），恰巧是2006年颱風派比安吹襲澳門10週年。氣象局在妮妲吹襲期間，在實測烈風下仍沒有改掛八號風球。相反，果斷發出八號信號的角色變成了香港天文台，與當年派比安吹襲期間果斷懸掛八號風球，形成強烈對比。更重蹈當時香港天文台拒發八號信號遭狠批的覆轍。
事件過後，在8月4日有市民到廉政公署遞信，要求調查是否有氣象局職員失職；亦有氣象局員工親友向《愛瞞日報》指出氣象局內部行政混亂、領導剝削員工權益，甚至負責氣象的部門主管長期懸空。
運輸工務司司長羅立文向市民致歉，承認工作有做得不好的地方，與氣象局溝通不足。而隨後氣象局局長馮瑞權亦因沒有將適當信息發放予市民與期望有落差而道歉：「為此前妮妲掛八號風球與否，對居民造成的誤會，感到十分抱歉」；被問到是否有心理準備辭職或暫時離開崗位，馮瑞權回應稱沒有特別意見，並指不是個人可以決定的問題，無法解答這個問題，至今已在氣象局工作三十多年，願意服從政府任何決定，對此持開放態度。澳門北區社諮會副召集人何仲傳批評這次事件不單是溝通不足造成的問題，此說法只是輕描淡寫，並無設身處地為市民考量，建議馮瑞權引咎辭職。
妮妲事件後氣象局已開始重新檢視懸掛風球的行政法規內的各項標準，預計於下半年諮詢民防機構和社團的意見，並從科學角度考量颱風的風速水平和平均風速等，令懸掛風球的標準更清晰。出席澳門論壇的氣象局氣象處處長鄧耀民承認局方今次訊息發佈和解釋不足，他指出澳門懸掛風球的相關行政法規是以每小時平均風速計算，與鄰埠每10分鐘平均風速相比得出的數值會較低，但認為對整個風球發佈仍有一定預警作用，未來將考慮增加由三號風球改掛八號風球期間的訊息發布和說明，確保訊息量的時效和準確度；局方持開放態度聽取社會意見，若未來需修改相關行政法規，預計亦要到年底才能展開，通過行政程序需要一定時間，該年風季無法完成，但局方在內部評估時會多參考鄰近地區發佈及綜合澳門實際情況。最終在同年10月的超強颱風海馬，氣象局懸掛一次完全不達標的八號風球。
澳門日報報導氣象局的處理手法劣評如潮，要求馮瑞權下台聲音不斷，加上馮瑞權的委任即將到期，羅立文在8月12日被傳媒問及馮瑞權會否續任局長時表示：「我都不知道他甚麼時候到期，我都還未決定，我怎能回答這個問題」。
可是馮瑞權在往後的熱帶氣旋吹襲前後的處理手法仍然未有改善，更有人認為他「遲早出事」。於一年後的超強颱風天鴿更因為預報嚴重失誤，導致懸掛八、九及十號風球的時間嚴重滯後，間接加劇災情並造成嚴重傷亡（10死244傷），最後馮瑞權在公眾壓力下終於辭職。

## 熱帶氣旋警告使用紀錄

### 菲律賓
| 菲律賓大氣地球物理和天文服務管理局 風暴信號 | 菲律賓大氣地球物理和天文服務管理局 風暴信號 | 菲律賓大氣地球物理和天文服務管理局 風暴信號 |
| ------------------------------------------- | ------------------------------------------- | ------------------------------------------- |
| 上一熱帶氣旋                                | 一號風暴信號                                | 下一熱帶氣旋                                |
| 颱風尼伯特                                  | 一號風暴信號                                | 颱風莫蘭蒂                                  |
| 颱風尼伯特                                  | 二號風暴信號                                | 颱風莫蘭蒂                                  |

### 中國大陸
| 中國國家氣象中心 颱風預警信號 | 中國國家氣象中心 颱風預警信號 | 中國國家氣象中心 颱風預警信號 |
| ----------------------------- | ----------------------------- | ----------------------------- |
| 上一熱帶氣旋                  | 颱風藍色預警信號              | 下一熱帶氣旋                  |
| 強熱帶風暴銀河                | 颱風藍色預警信號              | 熱帶風暴電母                  |
| 超強颱風尼伯特                | 颱風黃色預警信號              | 超強颱風莫蘭蒂                |
| 超強颱風尼伯特                | 颱風橙色預警信號              | 超強颱風莫蘭蒂                |
| 強颱風彩虹                    | 颱風紅色預警信號              | 超強颱風莫蘭蒂                |

### 香港
| 香港天文台 熱帶氣旋警告信號 | 香港天文台 熱帶氣旋警告信號 | 香港天文台 熱帶氣旋警告信號 |
| --------------------------- | --------------------------- | --------------------------- |
| 上一熱帶氣旋                | 一號戒備信號                | 下一熱帶氣旋                |
| 強烈熱帶風暴銀河            | 一號戒備信號                | 熱帶風暴電母                |
| 熱帶低氣壓                  | 三號強風信號                | 熱帶風暴電母                |
| 颱風蓮花                    | 八號西北烈風或暴風信號      | 超強颱風海馬                |
| 超強颱風天兔                | 八號西南烈風或暴風信號      | 超強颱風海馬                |
| 颱風蓮花                    | 八號烈風或暴風信號          | 超強颱風海馬                |

### 澳門
| 地球物理暨氣象局 熱帶氣旋信號 | 地球物理暨氣象局 熱帶氣旋信號 | 地球物理暨氣象局 熱帶氣旋信號 |
| ----------------------------- | ----------------------------- | ----------------------------- |
| 上一熱帶氣旋                  | 一號風球                      | 下一熱帶氣旋                  |
| 熱帶風暴銀河                  | 一號風球                      | 熱帶風暴電母                  |
| 颱風彩虹                      | 三號風球                      | 熱帶風暴電母                  |

## 釋義
1. ↑  按照香港天文台的定義，熱帶氣旋於距離香港100公里範圍或以內掠過，即屬「正面吹襲」。[28]其他地區的定義或有不同，但一般而言仍是指風暴以極近距離掠過。

## 外部連結
- （日語）日本氣象廳：強烈熱帶風暴妮妲最佳定位 （页面存档备份，存于）、1604最佳路徑數據 （页面存档备份，存于）、2016年熱帶氣旋最佳路徑（數據 （页面存档备份，存于）、路徑圖 （页面存档备份，存于））
- （英文）美國聯合颱風警報中心：06W最佳路徑數據 （页面存档备份，存于）、颱風妮妲最佳路徑圖
- （英文）美國海軍研究實驗室：06W檔案 （页面存档备份，存于）
- （简体中文）中國國家氣象中心：2016年熱帶氣旋最佳路徑數據[]
- （繁體中文）中華民國交通部中央氣象局：颱風資料庫——、妮妲最佳路徑圖、2016年氣象年報及觀測年報（有待公佈）
- （繁體中文）香港天文台：颱風妮妲報告 （页面存档备份，存于）、2016年熱帶氣旋概述（7月 （页面存档备份，存于）、8月 （页面存档备份，存于））、實時天氣稿（7月29日 （页面存档备份，存于）－30日 （页面存档备份，存于）－31日 （页面存档备份，存于）－8月1日 （页面存档备份，存于）－2日 （页面存档备份，存于）－3日 （页面存档备份，存于））
- （繁體中文）澳門地球物理暨氣象局：2016熱帶氣旋年報——颱風妮妲
- （英文）菲律賓大氣地球物理和天文管理局：2016年熱帶氣旋路徑年報（有待公佈）
- （泰文）泰國地球物理暨氣象部門：2016年熱帶氣旋路徑 （页面存档备份，存于）